# Batalha de Sparrsätra
A Batalha de Sparrsätra (em sueco:  Slaget vid Sparrsätra) ocorreu em 1247, na proximidade de Igreja de Sparrsätra (Sparrsätra kyrka), localizada a uns dez quilómetros da cidade de Encopinga, opondo as tropas do rei Érico XI da Suécia (Erik Eriksson), sob o comando de Nils Sparre till Tofta, às tropas rebeldes de Holmger Knutsson, tutor real e pretendente ao trono, apoiado pelos Folkung (Folkungarna), uma fação da alta nobreza da Sueônia que se opunha a um aumento do poder do rei. A contenda terminou com a vitória do rei legítimo e a derrota dos Folkung, deixando assim aberto o caminho à centralização do poder real e à imposição de impostos reais aos camponeses da Sueônia, até aí dispensados de os pagar.

A batalha está mencionada na Crónica de Érico (Erikskrönikan, ca. 1330), segundo a qual Holmger Knutsson teria fugido para a Gestrícia, mas teria sido capturado e degolado em 1248. Nos Anais de Skänninge (Skänningeannalerna, ca. 1290), está registado que no ano de 1247, os camponeses da Uplândia perderam em Sparrsätra a sua liberdade e passaram a pagar impostos ao rei.